# PSA Super Series Finals 2003/04
Die 11. PSA Super Series Finals der Herren fanden vom 10. bis 14. Mai 2004 in London, England, statt. Das Squashturnier gehörte zur PSA World Tour 2003/04 und war mit 75.000 US-Dollar dotiert.
Titelverteidiger war Jonathon Power, der dieses Mal mit drei Niederlagen in der Gruppenphase vorzeitig ausschied. Sieger wurde erstmals Thierry Lincou, der im Endspiel Joseph Kneipp mit 10:12, 11:9, 11:2 und 11:1 besiegte.

## Ergebnisse

### Gruppe A

#### Tabelle
| Pos. | Spieler        | Spiele | Sätze | Punkte  |
| ---- | -------------- | ------ | ----- | ------- |
| 1    | Joseph Kneipp  | 2:1    | 7:4   | 107:86  |
| 2    | Thierry Lincou | 2:1    | 7:6   | 120:118 |
| 3    | Amr Shabana    | 1:2    | 5:7   | 106:112 |
| 4    | Lee Beachill   | 1:2    | 5:7   | 96:113  |

#### Ergebnisse
| Spieler        | Spieler        | Ergebnis                     |
| -------------- | -------------- | ---------------------------- |
| Lee Beachill   | Amr Shabana    | 11:9, 4:11, 13:11, 11:8      |
| Thierry Lincou | Joseph Kneipp  | 11:9, 11:8, 10:12, 11:4      |
| Thierry Lincou | Lee Beachill   | 5:11, 4:11, 11:8, 11:6, 11:8 |
| Joseph Kneipp  | Amr Shabana    | 9:11, 11:6, 11:6, 11:3       |
| Amr Shabana    | Thierry Lincou | 11:9, 9:11, 12:10, 11:5      |
| Joseph Kneipp  | Lee Beachill   | 11:2, 11:7, 11:8             |

### Gruppe B

#### Tabelle
| Pos. | Spieler        | Spiele | Sätze | Punkte |
| ---- | -------------- | ------ | ----- | ------ |
| 1    | John White     | 3:0    | 9:1   | 108:61 |
| 2    | Nick Matthew   | 2:1    | 6:4   | 92:89  |
| 3    | Peter Nicol    | 1:2    | 3:7   | 67:90  |
| 4    | Jonathon Power | 0:3    | 2:9   | 69:97  |

#### Ergebnisse
| Spieler      | Spieler        | Ergebnis                 |
| ------------ | -------------- | ------------------------ |
| John White   | Jonathon Power | 11:4, 11:6, 11:4         |
| Nick Matthew | Peter Nicol    | 11:5, 11:7, 11:4         |
| John White   | Peter Nicol    | 11:9, 11:7, 11:7         |
| Nick Matthew | Jonathon Power | 11:6, 11:9, 2:11, 11:5   |
| Peter Nicol  | Jonathon Power | 11:8, 7:11, 11:5 Aufgabe |
| John White   | Nick Matthew   | 9:11, 11:3, 11:5, 11:5   |

### Halbfinale
| Spieler        | Spieler      | Ergebnis                     |
| -------------- | ------------ | ---------------------------- |
| Joseph Kneipp  | John White   | 8:11, 5:11, 11:8, 11:6, 11:5 |
| Thierry Lincou | Nick Matthew | 11:5, 12:10, 11:6            |

### Finale
| Spieler        | Spieler       | Ergebnis                |
| -------------- | ------------- | ----------------------- |
| Thierry Lincou | Joseph Kneipp | 10:12, 11:9, 11:2, 11:1 |